# Танкова дивізія «Кемпф»
Танкова дивізія «Кемпф» (нім. Panzer-Division Kempf) також знана як танкове з'єднання «Східна Пруссія» (нім. Panzerverband Ostpreußen) — танкова дивізія вермахту, тимчасово сформована для участі в Польській кампанії.

## Бойовий шлях
Дивізія була сформована в Східній Пруссії на базі 7-го танкового полку в серпні 1939 року. Метою було посилення армійських частин у цій відрізаною Польським коридором від решти Німеччини провінції перед нападом на поляків. Багато підрозділів нової дивізії були частинами військ СС (дивізій СС ще не існувало). На відміну від інших німецьких танкових дивізій, вона мала не 2, а всього 1 моторизований полк, що наближало її за складом до бригаді. Командував дивізією генерал-майор Вернер Кемпф, по імені якого дивізія і отримала свою назву.
У серпні дивізія проводила навчання, особовий склад був також задіяний на сільськогосподарських роботах.
Початок війни дивізія зустріла у складі 10-го корпусу, наступала на Млаві і далі на південь. Після закінчення кампанії, на початку жовтня, надійшов наказ про розформування дивізії.

## Бойовий склад
- 7-й танковий полк (164 танка: 61 PzKpfw I, 81 PzKpfw II, 11 PzKpfw III и PzKpfw IV, 10 PzBfwg)
- Полк СС «Німеччина»
- Артилерійський полк СС
- Розвідувальний батальйон СС
- 2-а батарея 47-го важкого артилерійського дивізіону
- 2-а рота зенітного кулеметного батальйону СС
- Протитанковий дивізіон СС
- 505-й саперний батальйон
- Батальйон зв'язку СС